# Ричардсон, Гарнет
Га́рнет Сэ́муэль «Сэм» Ри́чардсон (англ. Garnet Samuel "Sam" Richardson; 6 ноября 1933, Stoughton, Саскачеван — 21 января 2016, Реджайна) — канадский кёрлингист, четырёхкратный чемпион мира среди мужчин (1959, 1960, 1962, 1963).

## Биография
С 1945 г. жил в Реджайне. Получил профессию плотника в Саскачеванском институте прикладной науки и техники. Проработав 35 лет по специальности, затем перешёл в риэлторский бизнес. Работал в компаниях Monarch Homes, Block Brothers и Sutton Group.
Был женат на Кейтлин (Кей) Ричардсон, у них родилось двое детей.
Скончался 21 января 2016 в Реджайне от осложнений редкой формы болезни Паркинсона.

## Спортивная карьера
Входил в состав сборной команды, получившей название «Всемирно известных Ричардсонов» (англ. World famous Richardsons), которая состояла из двух братьев, Эрни и Гарнета, и их двоюродных братьев Арнольда и Уэса. В этом составе они стали четырёхкратными чемпионами мира по кёрлингу (1959, 1960, 1962 и 1963), который назывался в тот период Кубком Шотландии (англ. Scotch Cup). Четырёхкратный чемпион Канады (1959, 1960, 1962, 1963), вице-чемпион Канады (1964).
В 1973 Гарнет (вместе с Ev Krahn, Glen Hall и Elsie Hunter) выиграл чемпионат Саскачевана по кёрлингу среди смешанных команд (микст-кёрлинг, англ. mixed curling); эта же команда стала серебряными призёрами чемпионата Канады 1973.
В 1976 г. на чемпионате страны, который проводился в Реджайне, выступил неофициальным тренером команды победителей, сборной Ньюфаундленда и Лабрадора. Также тренировал команду Боба Эллерта (1981) и команду Гарри Брайдена (1984).
В 2005 г. был награжден орденом «За заслуги» провинции Саскачеван. Также был почетным председателем оргкомитета чемпионата Канады, состоявшегося в Реджайне в 2006 году. Также был включен в состав Зала Спортивной славы Канады, Зала славы канадского кёрлинга (1973) и Спортивного Зала славы провинции Саскачеван.